# ستيفن دان (شاعر)
ستيفن دان (بالإنجليزية: Stephen Dunn)‏ هو مهندس وشاعر أمريكي، ولد في 1939 في نيويورك في الولايات المتحدة.

## وصلات خارجية
- ستيفن دان على موقع ميوزك برينز (الإنجليزية)